# Ciao (زبان برنامه نویسی)
Ciao یک زبان برنامه نویسی همه منظوره است که از سبک های برنامه نویسی منطقی ، محدودیت ها ، عملکردی ، درجه بالاتر و شی گرا پشتیبانی می کند. اهداف اصلی طراحی آن قدرت بیان بالا، توسعه پذیری ، ایمنی، قابلیت اطمینان و اجرای کارآمد است. 

## ویژگی های زبان
Ciao یک سیستم کامل Prolog (پشتیبانی از ISO -Prolog)، زیرمجموعه‌های اعلامی و پسوندهای Prolog، برنامه‌نویسی کاربردی (شامل ارزیابی تنبل )، مرتبه بالاتر (با انتزاعات محمول)، برنامه‌نویسی محدودیت‌ها و اشیاء ، و همچنین عبارات ویژگی (سوابق)، تداوم، چندین قانون کنترلی ( گسترش ، جست‌وجوی عمیق، ...) ارائه می‌کند . (رشته ها/موتورها)، اجرای توزیع شده (عامل) و اجرای موازی. کتابخانه ها همچنین از برنامه نویسی WWW، سوکت ها، رابط های خارجی ( C ، جاوا ، TclTk ، پایگاه های داده رابطه ای و غیره) و غیره پشتیبانی می کنند.
Ciao بر روی هسته ای با طراحی ماژولار قابل توسعه ساخته شده است که امکان محدود کردن و گسترش زبان را فراهم می کند - می توان آن را به عنوان یک زبان سازنده زبان دید. این محدودیت‌ها و افزونه‌ها را می‌توان به طور جداگانه در هر ماژول برنامه فعال کرد تا چندین افزونه بتوانند در یک برنامه برای ماژول‌های مختلف با هم وجود داشته باشند.

## توسعه برنامه های ایمن و قابل اعتماد
برنامه نویسی در بزرگ در Ciao از طریق:
- یک سیستم ماژول/شیء قوی. این کامپایل جداگانه/افزایشی مبتنی بر ماژول را فراهم می‌کند (که به صورت خودکار بدون نیاز به فایل‌های ساختنی است).
- یک زبان ادعای یکپارچه برای اعلام ویژگی های برنامه (اختیاری) (مشخصات). اینها شامل انواع، حالت ها، تعیین، عدم شکست، هزینه (زمان، حافظه) و غیره است.
- استنتاج خودکار و بررسی استاتیک/دینامیک چنین ادعاهایی (از جمله آزمایش واحد).

Ciao همچنین از برنامه نویسی در ابعاد کوچک پشتیبانی می کند: کامپایلر قادر به تولید فایل های اجرایی کوچک (شامل تنها داخلی هایی است که توسط برنامه استفاده می شود) و مفسر از برنامه نویسی پشتیبانی می کند.
این محیط شامل یک رابط کلاسیک سطح بالا و یک رابط emacs تکامل‌یافته با یک اشکال‌زدای سطح منبع قابل جاسازی و تعدادی ابزار تجسم اجرایی است.
پیش پردازنده Ciao از اشکال زدایی ایستا و تأیید صحت بررسی و بهینه سازی از طریق تبدیل برنامه منبع به منبع پشتیبانی می کند. این وظایف توسط Ciaopp انجام می شود که به طور جداگانه توزیع شده است).

## مستندسازی خودکار
Ciao شامل lpdoc است ، یک تولید کننده اسناد خودکار. برنامه‌های آراسته به اظهارات (Ciao) و نظرات قابل خواندن توسط ماشین را پردازش می‌کند و کتابچه‌های راهنما را در قالب‌های بسیاری از جمله HTML، pdf، texinfo، info، man، و غیره، و همچنین راهنمای آنلاین، فایل‌های ascii README، ورودی‌هایی برای شاخص‌های کتابچه‌های راهنما (اطلاعات، WWW، ...) تولید می‌کند و سایت توزیع WWW را حفظ می‌کند.

## قابلیت حمل و کارایی
کامپایلر Ciao (که می تواند خارج از پوسته سطح بالا اجرا شود) چندین فرم از فایل های اجرایی مستقل و مستقل از معماری را تولید می کند که با سرعت، کارایی و اندازه قابل اجرا اجرا می شوند که بسیار رقابتی با سایر زبان های سطح بالا به طور کلی و به طور خاص با سیستم های تجاری و دانشگاهی Prolog/CLP هستند. ماژول ها را می توان در بایت کد فشرده یا فایل های منبع C کامپایل کرد و به صورت ایستا، پویا یا خودکار بارگذاری کرد.

## همچنین ببینید
- مقایسه پیاده سازی های Prolog
- نحو و معناشناسی پرولوگ

## در ادامه مطلب
- Manuel V. Hermenegildo;  et al. (2011). "An Overview of Ciao and its Design Philosophy". arXiv:1102.5497 [cs.PL].
- The Ciao Development Team. "The Ciao System Home".
- Enrico Pontelli (ed.). "The CIAO Multiparadigm Language and Program Development Environment".
- Kei Davis, Jörg Striegnitz (30 July 2007). Multiparadigm programming in object-oriented languages: current research report on the workshop MPOOL'07. ECOOP'07 Proceedings of the 2007 conference on Object-oriented technology. pp. 13–26. ISBN 978-3-540-78194-3.

## مراجع
1. ↑  "The Ciao System". ciao-lang.org. Retrieved 2017-08-12.

## لینک های خارجی
Ciao-lang در گیت‌هاب